# Façana del riu del barri de Sant Jaume
Façana del riu del barri de Sant Jaume és una obra de Súria (Bages) protegida com a Bé Cultural d'Interès Local.

## Descripció

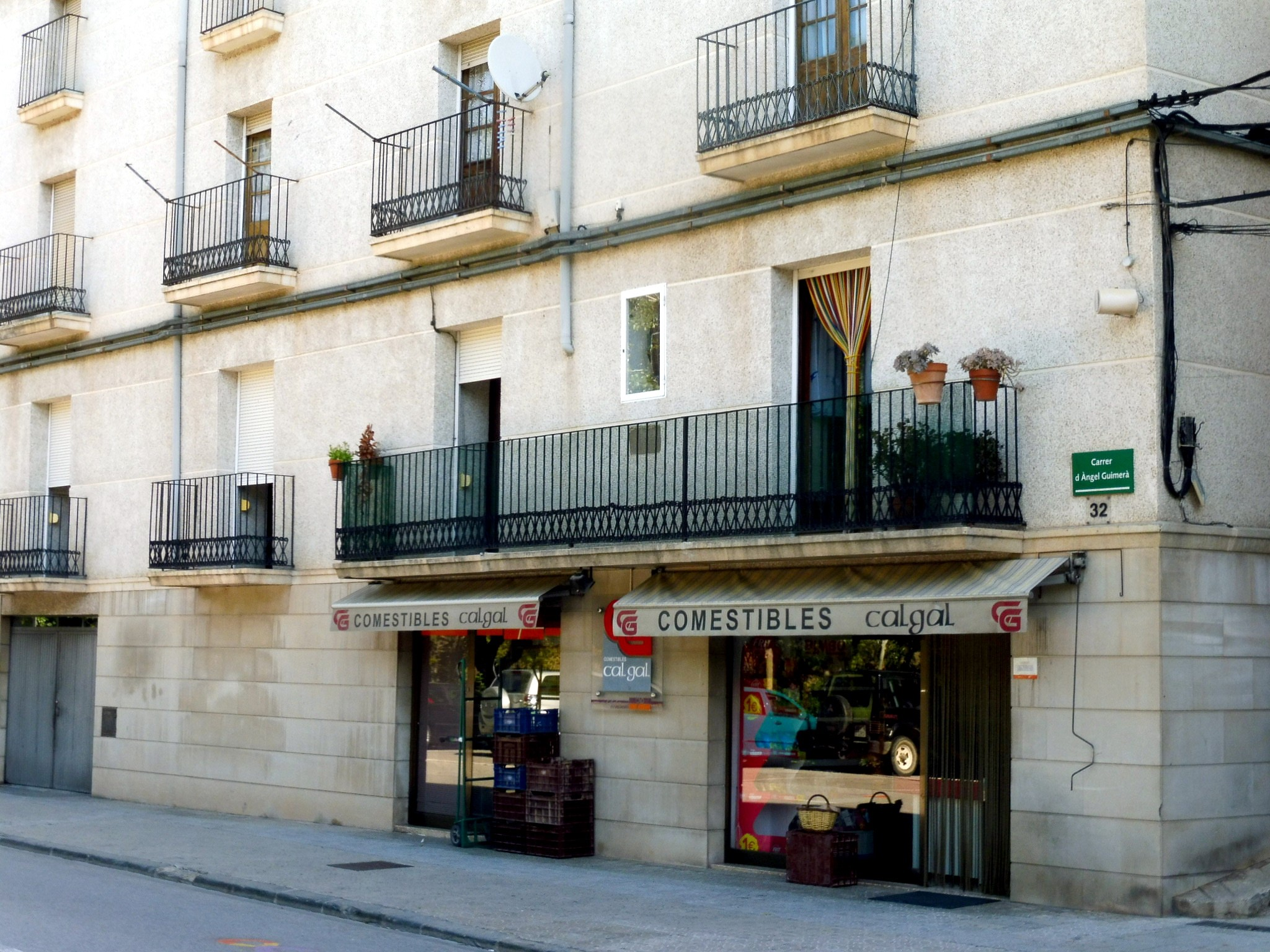
Cal Gal

El barri de Sant Jaume és un raval que té façana al carrer Àngel Guimerà, mirant al riu Cardener. Compta amb diverses edificacions plurifamiliars, així com places, característiques del municipi. Al Carrer Àngel Guimerà hi ha cases datades el 1862 (núm., 45), 1865 (núm., 31) i 1878 (núm. 35 i 36). En el mateix carrer es troba la fonda Vella també coneguda com cal Gal i abans per cal Quadrench. En aquest edifici hi ha una capelleta a la paret de la façana dedicada a Sant Antoni, de l'any 1895. La fesomia dels edificis del carrer Àngel Guimerà responen a uns models d'arquitectura tradicional, d'habitatges plurifamiliars, de tres o quatre altures amb les façanes arrebossades de diferents colors.

## Història
El barri de Sant Jaume es constitueix a finals del segle xviii, gràcies al creixement de la població. L'emplaçament a la vora del riu Cardener no és casualitat, sinó que la utilització d'aquest per certes activitats econòmiques, condicionaren l'expansió urbanística en aquesta secció del nucli, fora del recinte fortificat.